# João Antônio Mascarenhas

João Antônio Mascarenhas defende os homossexuais na comissão do deputado Antônio Mariz da Constituinte de 1988

João Antônio de Sousa Mascarenhas (Pelotas, 24 de outubro de 1927 — Rio de Janeiro, 1998) foi um importante ativista social brasileiro, pioneiros na luta pelos direitos humanos e civis dos cidadãos homossexuais no Brasil (ver Movimento Homossexual Brasileiro).
Advogado e poliglota pelotense, Mascarenhas radicou-se permanentemente na cidade do Rio de Janeiro, onde viveu a maior parte de sua vida, e onde morreu.
Mascarenhas foi um dos fundadores do jornal O Lampião da Esquina, também conhecido simplesmente como O Lampião (1978) e do Grupo Homossexual Triângulo Rosa (1977-1988), que foi registrado oficialmente somente em abril de 1985. 
Em 1977, Mascarenhas recebeu Winston Leyland, editor da editora Gay Sunshine Press, sediada na cidade de São Francisco, estado norte-americano da Califórnia, a fim de colaborar com este pesquisador e autor estrangeiro sobre a vida social e as ambições civis deste segmento da população do Brasil. O resultado deste momento histórico se traduziu em ações em prol dos direitos da cidadania LGBT do Brasil e, portanto, este ano é tido como um dos marcos fundamentais do início do Movimento Homossexual Brasileiro. 